# 郝萌
郝 萌（かく ぼう、? - 196年）は、中国後漢時代末期の武将。司隷河内郡の人。

## 人物

### 正史の事跡
呂布配下。史書での記述は、裴松之が『三国志』魏書呂布伝注に引用した『英雄記』にしか見受けられない。
『英雄記』によると、呂布が劉備から下邳を奪った直後の建安元年（196年）6月、郝萌は突如呂布に叛旗を翻し、これを襲撃した。呂布は襲撃者が誰か分からないまま、高順の兵営に逃げ込んだ。
呂布が襲撃者に河内訛があったと語ったため、高順はこの反乱が郝萌の仕業であると気付いた。高順は即座に郝萌隊に向けて弓矢の一斉射撃を浴びせ、これを潰走させた。郝萌は逃げる途中に、部下の曹性に腕を切り落されてしまい、追撃してきた高順に首を刎ねられた。
曹性によると、郝萌が袁術や陳宮と謀って反乱を企てたのであり、自らは郝萌を諌止したものの聞き入れられなかったのだという。結局、陳宮は不問とされた。また郝萌の部隊は、以後曹性の指揮下となった。

### 物語中の郝萌
小説『三国志演義』では、呂布配下の八健将の1人（序列第3位）として登場する。最初の曹操との戦いでは曹操を後一歩まで追い詰めるが、典韋に撃退されている。
その後、郝萌は下邳城攻防戦まで呂布の部下として存命している。さらに、袁術へ救援を求めるための使者となった王楷・許汜の護衛を務めたが、帰還途中に劉備軍の張飛に捕らえられてしまう。このため郝萌は使者の任務をあっさりと曹操に白状したものの、即座に処刑されている。